# Bubaris salomonensis
Bubaris salomonensis är en svampdjursart som beskrevs av Arthur Dendy 1922. Bubaris salomonensis ingår i släktet Bubaris och familjen Bubaridae.
Artens utbredningsområde är Indiska oceanen. Inga underarter finns listade i Catalogue of Life.